# Kamenné Kosihy
Kamenné Kosihy (in ungherese Kőkeszi) è un comune della Slovacchia facente parte del distretto di Veľký Krtíš, nella regione di Banská Bystrica.